# Rudolf Burkhardt (Mediziner)
Otto Rudolf Burkhardt (* 3. August 1930 in Leipzig; † 8. Januar 2001 in Hamburg) war ein deutscher Mediziner und Musiktherapeut.

## Leben
Nach Schulzeit in Leipzig studierte Burkhardt zunächst Theologie und war anschließend bis 1961 in der Landeskirche Sachsen tätig. Ab 1961 studierte er Medizin in Freiburg i.Br., wo er sich nach einer Medizinalassistentenzeit von 1970 bis 1974 zum Facharzt für Psychiatrie und Neurologie ausbilden ließ. Anschließend war er in verschiedenen Funktionen in Bethel tätig, zum Schluss als Leitender Oberarzt der von ihm aufgebauten psychosomatischen Abteilung der Krankenanstalten Sarepta. 1984 wechselte er als Chefarzt der Psychosomatischen Abteilung zum Krankenhaus Ginsterhof bei Hamburg.

## Wirken
Als Arzt mit Kunst- und Musiktherapieaffinität beschäftigte sich Burkhardt schon in den 70er Jahren intensiv mit nonverbalen Therapiemöglichkeiten. Burkhardt gilt als einer der Pioniere der Musiktherapie in Deutschland. In der Klinik Morija in Bethel entwickelte er ab 1974 das Musikmalen als psychotherapeutische Methode, das er in seiner Publikation aus dem Jahre 1980 „Musikmalen - eine kathartische Methode in der Psychotherapie“ vorstellte. Ab 1983 hatte er einen Lehrauftrag an der Medizinischen Fakultät der Westfälischen Wilhelms-Universität Münster zur Musiktherapie inne und war Mitglied der Kommission zur Gründung des heutigen Zusatzstudiengangs Musiktherapie, den Karl Hörmann in seiner Zeit von 1978 bis 1985 initiiert hatte.
Er gehörte auch zu den Initiatoren des „Aufbaustudium Musiktherapie“ in Hamburg.
1984 gründete er in Münster den Fördervereins Musiktherapie mit und war dort langjähriges Vorstandsmitglied. Er war u. a. Dozent im Prager Fernstudium,  beim münsterschen Weiterbildungsstudium Musik- und Tanztherapie sowie Chefarzt der Psychosomatischen Abteilung im Krankenhaus Ginsterhof und Autor der Zeitschrift „Musik-, Tanz- und Kunsttherapie“. Mit seinen Schriften trug er wesentlich zur Förderung künstlerischer Therapien „mit besonderer Berücksichtigung der Musiktherapie“ bei.

## Veröffentlichungen
- Musik-, Tanz- und Kunsttherapie in der Psychosomatik. In: K. Hörmann (Hrsg.), Musik im Diskurs. Musik- und Kunsttherapie Bd. 1., Regensburg: Bosse 1986, S. 37–54. (https://www.gmp-vmp.de/media/pdf/Burkhardt.pdf)
- Autogenes Training unter Einfluss von Musik. In: K. Hörmann (Hrsg.), Musik im Diskurs. Musik- und Kunsttherapie Bd. 1. Regensburg: Bosse 1986, S. 67–80. (https://www.gmp-vmp.de/media/pdf/Burkhardt2.pdf)
- Musikmalen – eine psychotherapeutische Methode. In: K. Hörmann (Hrsg.), Musik im Diskurs. Musik- und Kunsttherapie Bd. 1. Regensburg: Bosse 1986, S. 155–165. (https://www.gmp-vmp.de/media/pdf/Burkhardt3.pdf)
- Musiktherapie in der Psychosomatik. Medizin – Mensch – Gesellschaft, 16 1991, S. 99–104.
- Musiktherapie. In: H. Feiereis, R. Saller (Hrsg.), Erweiterte Schulmedizin. Band 2: Psychosomatik. München: Hans Marseille 1995, S. 135–140.
- Musikmalen als psychotherapeutische Methode. In: G. Waser (Hrsg.), Kreativität beim älteren Menschen. Sammelband zur 10. Jahrestagung der Internationalen Gesellschaft für Kunst, Gestaltung und Therapie am 27.–29. Okt 1995 in Berlingen, CH.
- Kann die Musiktherapie einen Beitrag leisten zur Rehabilitation geriatrischer Patienten nach Hirninfarkt? In: Musik-, Tanz- und Kunsttherapie, 7 1996, S. 64–66.